# Валма
Ва́лма, или Ва́льма , — река в России, протекает по Мурманской области. Река впадает в залив Салма Пулозера. Через Пулозеро протекает река Кола. Длина реки Валмы 18 км, площадь водосборного бассейна — 91,8 км².

## Данные водного реестра
По данным государственного водного реестра России относится к Баренцево-Беломорскому бассейновому округу, водохозяйственный участок реки — Кола, включая озеро Колозеро. Речной бассейн реки — бассейны рек Кольского полуострова, впадает в Баренцево море.
Код объекта в государственном водном реестре — 02010000512101000002672.